# World Baseball Softball Confederation

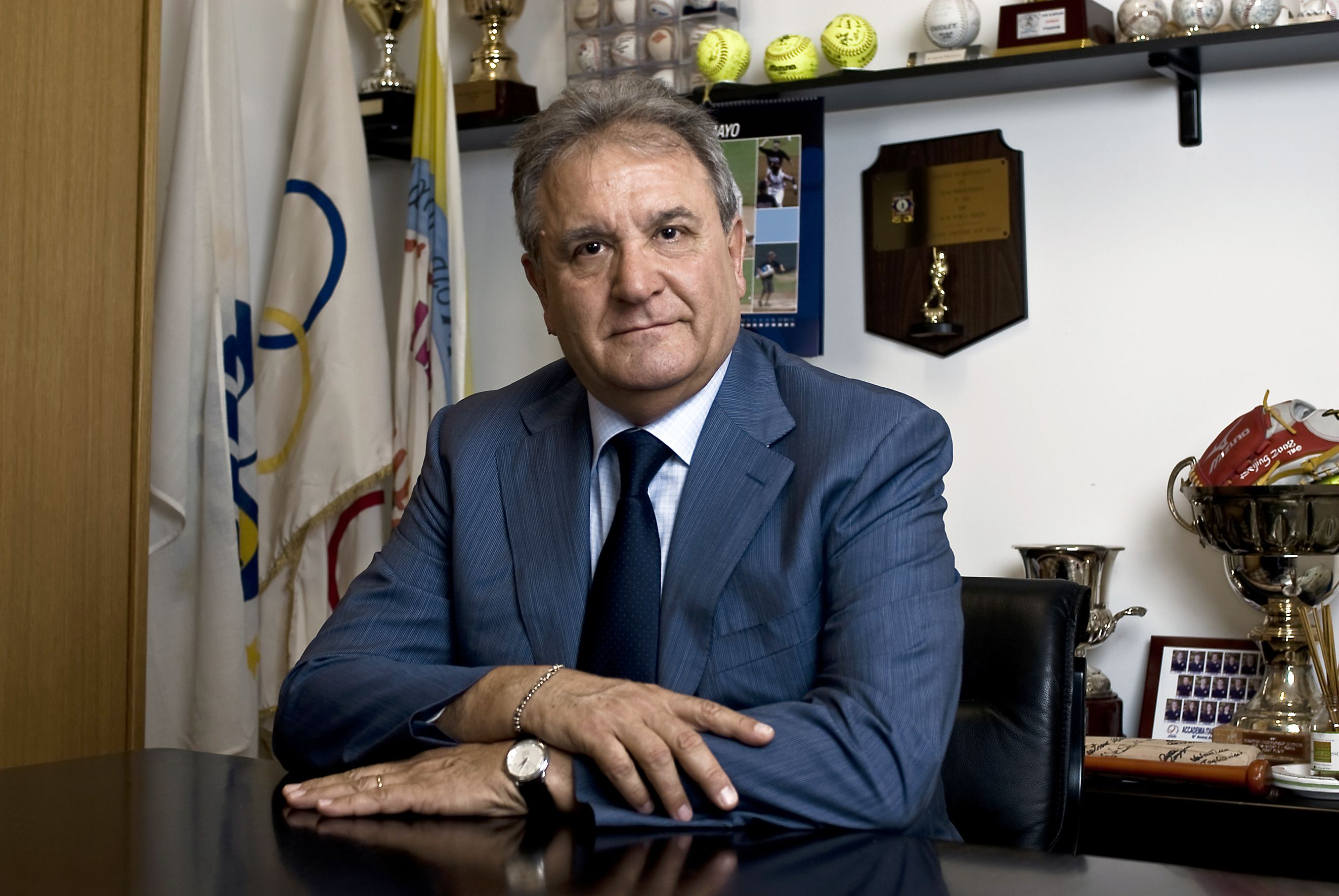
WBSC:s president Riccardo Fraccari.

World Baseball Softball Confederation (WBSC) är det internationella baseboll- och softbollförbundet, bildat 2013 genom en sammanslagning av International Baseball Federation (IBAF) och International Softball Federation (ISF). Huvudkontoret ligger i Lausanne i Schweiz och president är Riccardo Fraccari från Italien.
WBSC erkändes av Internationella olympiska kommittén (IOK) som det internationella förbundet för baseboll och softboll den 8 september 2013 och är ansvarigt för alla internationella tävlingar i dessa sporter.
En viktig orsak till bildandet av WBSC var för att återinföra baseboll och softboll på det olympiska programmet 2020, efter att sporterna senast var med vid olympiska sommarspelen 2008 i Peking. IOK beslutade dock i september 2013 att sporterna inte fick plats i OS 2020, men i augusti 2016 fick baseboll/softboll en av fem nya platser till spelen.
Förutom OS-turneringen är WBSC ansvarigt för ett stort antal turneringar, däribland World Baseball Classic, Världsmästerskapet i baseboll för damer, Världsmästerskapet i softboll för damer och Världsmästerskapet i softboll för herrar.

## Medlemmar
Om ett av medlemsländerna bara har baseboll eller softboll är detta skrivet inom parentes för respektive land, om landet har båda skrivs inget.

- Afrika
  -  Benin
  -  Botswana
  -  Burundi
  -  Elfenbenskusten (baseboll)
  -  Kamerun
  -  Kongo-Kinshasa
  -  Ghana
  -  Gambia (softboll)
  -  Kenya
  -  Guinea (softboll)
  -  Guinea-Bissau (softboll)
  -  Liberia
  -  Lesotho
  -  Marocko (baseboll)
  -  Mali
  -  Namibia
  -  Nigeria
  -  Senegal
  -  Sydafrika
  -  Sierra Leone
  -  Tanzania
  -  Togo (baseboll)
  -  Tunisien
  -  Uganda
  -  Zambia
  -  Zimbabwe
- Amerika
  -  Amerikanska Jungfruöarna
  -  Antigua och Barbuda (softboll)
  -  Argentina
  -  Aruba
  -  Bahamas
  -  Barbados (softboll)
  -  Bermuda
  -  Belize (softboll)
  -  Bolivia
  -  Brasilien
  -  Brittiska Jungfruöarna
  -  Caymanöarna (softboll)
  -  Chile
  -  Colombia
  -  Costa Rica
  -  Curaçao
  -  Dominikanska republiken
  -  Ecuador
  -  El Salvador
  -  Guatemala
  -  Guyana (baseboll)
  -  Haiti
  -  Honduras
  -  Jamaica
  -  Kanada
  -  Kuba
  -  Mexiko
  -  Nederländska Antillerna
  -  Nicaragua
  -  Panama
  -  Peru
  -  Puerto Rico
  -  Sint Maarten (baseboll)
  -  Trinidad och Tobago
  -  Turks- och Caicosöarna
  -  Uruguay (softboll)
  -  USA
  -  Venezuela
- Asien
  -  Afghanistan (baseboll)
  -  Bangladesh
  -  Brunei
  -  Filippinerna
  -  Hongkong
  -  Indien
  -  Indonesien
  -  Irak
  -  Iran
  -  Jordanien (softboll)
  -  Japan
  -  Kambodja (baseboll)
  -  Kazakstan
  -  Kina
  -  Kinesiska Taipei
  -  Laos (baseboll)
  -  Malaysia
  -  Mongoliet
  -  Myanmar (baseboll)
  -  Nepal
  -  Nordkorea
  -  Pakistan
  -  Palestina
  -  Singapore
  -  Sri Lanka (baseboll)
  -  Sydkorea
  -  Thailand
  -  Uzbekistan
  -  Vietnam
- Europa
  -  Armenien
  -  Azerbajdzjan (softboll)
  -  Belgien
  -  Bulgarien
  -  Cypern
  -  Danmark
  -  Estland (baseboll)
  -  Finland
  -  Frankrike
  -  Georgien
  -  Guernsey (softboll)
  -  Grekland
  -  Ungern
  -  Irland
  -  Island (baseboll)
  -  Israel
  -  Italien
  -  Kosovo (softboll)
  -  Kroatien
  -  Lettland (baseboll)
  -  Litauen
  -  Moldavien
  -  Malta
  -  Nederländerna
  -  Norge
  -  Polen
  -  Portugal (baseboll)
  -  Rumänien
  -  Ryssland
  -  San Marino
  -  Schweiz
  -  Serbien
  -  Slovakien
  -  Slovenien
  -  Spanien
  -  Storbritannien
  -  Sverige
  -  Tjeckien
  -  Turkiet
  -  Tyskland
  -  Ukraina
  -  Vitryssland
  -  Österrike
- Oceanien
  -  Amerikanska Samoa
  -  Australien
  -  Cooköarna
  -  Fiji (baseboll)
  -  Guam
  -  Marshallöarna
  -  Mikronesien
  -  Nauru (softboll)
  -  Nordmarianerna
  -  Nya Kaledonien (baseboll)
  -  Nya Zeeland
  -  Palau
  -  Papua Nya Guinea
  -  Salomonöarna
  -  Samoa